# Manitoba Census Division No. 16
Die Census Division No. 16 in der kanadischen Provinz Manitoba gehört zur Parklands Region. Sie hat eine Fläche von 4714,6 km² und 9848 Einwohner (Stand: 2016). 2011 betrug die Einwohnerzahl 9928.

## Census Subdivisions
Im Folgenden die "Census Subdivisions" („Zensus-Untergliederungen“) der Division No. 16 mit Stand vom Census 2016.
- Gambler 63 (Part) (Indian reserve)
- Hillsburg-Roblin-Shell River (Municipality)
- Riding Mountain West (Rural municipality)
- Rossburn (Municipality)
- Russell-Binscarth (Municipality)
- Valley River 63A (Indian reserve)
- Waywayseecappo First Nation (Indian reserve)